# Lecanto
Lecanto es un lugar designado por el censo ubicado en el condado de Citrus en el estado estadounidense de Florida. En el Censo de 2010 tenía una población de 5.882 habitantes y una densidad poblacional de 84,29 personas por km².

## Geografía
Lecanto se encuentra ubicado en las coordenadas 28°49′21″N 82°30′3″O / 28.82250, -82.50083. Según la Oficina del Censo de los Estados Unidos, Lecanto tiene una superficie total de 69.78 km², de la cual 69.76 km² corresponden a tierra firme y (0.03%) 0.02 km² es agua.

## Demografía
Según el censo de 2010, había 5.882 personas residiendo en Lecanto. La densidad de población era de 84,29 hab./km². De los 5.882 habitantes, Lecanto estaba compuesto por el 91.98% blancos, el 4.06% eran afroamericanos, el 0.17% eran amerindios, el 1.41% eran asiáticos, el 0% eran isleños del Pacífico, el 0.83% eran de otras razas y el 1.55% pertenecían a dos o más razas. Del total de la población el 4.62% eran hispanos o latinos de cualquier raza.